# Petalodontiformes
I petalodonti (Petalodontiformes) sono un gruppo di pesci cartilaginei estinti, vissuti tra il Carbonifero e il Permiano. I loro resti sono stati rinvenuti in Europa e in Nordamerica. È possibile che fossero rappresentanti primitivi degli olocefali.

## Descrizione
A parte poche eccezioni, questi animali sono conosciuti solo attraverso i resti fossilizzati dei denti. Le due specie meglio conosciute sono Belantsea montana, rinvenuta a Bear Gulch in Montana, e Janassa bituminosa del Permiano europeo. Entrambe queste specie sono conosciute attraverso resti fossili completi; Belantsea possedeva un profilo elevato e strutture carnose che reggevano le pinne impari, mentre Janassa assomigliava vagamente a una razza, dal corpo appiattito. Gran parte dei fossili, in ogni caso, sono basati su fossili di denti appiattiti (a forma di petalo, appunto).

## Fossili italiani

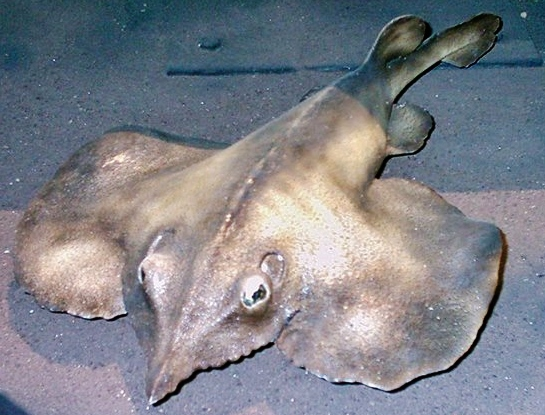
Ricostruzione museale di Janassa bituminosa

Un unico fossile di dente di petalodonte, appartenente alla specie Petalodus ohioensis, è stato ritrovato nella regione alpina italiana in strati del Carbonifero medio. Questo fossile, ad oggi, rappresenta il più antico resto di vertebrato rinvenuto in Italia.